# Morzeddhu

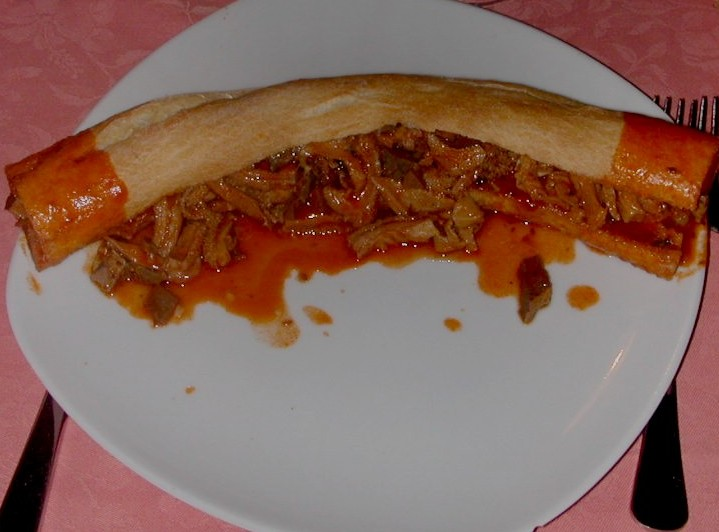
Morzeddhu en pitta.

El morzeddhu es un plato típico de Catanzaro hecho a base de carne de ternera. 
El origen de este plato está ligado a una vieja leyenda de Catanzaro, según la cual una mujer que trabajaba como sirvienta para una familia muy rica tenía grandes dificultades para cuadrar las cuentas vinculadas al presupuesto del hogar y un día, para hacer frente al problema, ideó un plato a base de carne, un plato sustancioso que podía almacenarse más tiempo y que permitía utilizar todas las entrañas de la ternera que normalmente eran descartadas por el cocinero oficial de la familia; así concebido, tras muchas pruebas, el morzello fue así llamado porque los ingredientes se cortaban en trozos pequeños (en el dialecto de Catanzaro morzha morzha).
Los ingredientes originales de este plato son: el corazón de la ternera (chorettu), los pulmones, el bazo, el hígado, el estómago, la tripa, los intestinos (este ingrediente ya no se utiliza porque para dejarlo perfectamente limpio se necesitan procedimientos especiales y experiencia), tomate concentrado, pimiento picante, sal, orégano y laurel. Se puede servir en plato o, como manda la tradición, en la pitta llamada ruota di carro (‘rueda de carro’, un pan de forma circular con una circunferencia interna lo suficientemente grande como para que la porción cortada resulte larga y estrecha).
Una variante del morsello original es el morzello cento fogli (‘cien hojas’), hecho solamente con tripa de vacuno. El morzello se confunde a menudo con otros platos calabreses similares a base de carne, como la stigghiolata y el  soffritto di morzello. El stigghiolata tiene como ingrediente principal los stigghioli, despojos de cabra o cordero, que se cocinan en una salsa de tomate fresco concentrado, manteca de cerdo o aceite de oliva y guindilla, junto con el corazón, el hígado, el pulmón y el estómago cortados en tiras y envueltos con ramitas de romero. El sofritto se hace con carne de cerdo frita y cocida en vino tinto, condimentada con orégano, pimienta roja, pasta de tomate, laurel y sal.